# کولتا، ایلینوی
کولتا (به انگلیسی: Coleta) یک روستا در ایالات متحده آمریکا است که در ایلینوی واقع شده‌است. کولتا ۱٫۵۴ کیلومتر مربع مساحت و ۱۶۴ نفر جمعیت دارد.